# Янка Дягилева
Янка Дягилева е руска певица и поетеса, сред най-значимите личности в съветската музикална ъндърграунд сцена в края на 80-те години на XX век. Основателка е на пънк рок групата „Великие октябри“.
Приживе избягва вниманието на медиите, не дава интервюта и отказва предложението на звукозаписната компания Мелодия за издаване на албум.

## Биография
Родена е на 4 септември 1966 в Новосибирск. От гимназиалните си години проявява интерес към музиката, научава се да свири на китара в кръжока при клуба на Жиркомбината. През 1984 г. постъпва в Института по воден транспорт, но във втори курс прекъсва обучението си. През април 1987 се запознава с Егор Летов (вокалист на известната група Гражданская оборона). С неговото съдействие Янка започва да изнася концерти, а в началото на 1988 записва първия си албум „Не положено“. В периода 1988 – 1990 Дягилева и Гражданская оборона пътуват из цялата страна благодарение на продуцента Сергей Фирсов.
В апартамента на Фирсов Янка записва втория си албум „Продано!“, съдържащ известните песни „От большого ума“ и „По трамвайным рельсам“. Същата година записва още 2 албума в апартамента на Фирсов – Ангедония и Домой. В края на 1990 г. са направени последните концертни записи на Янка. В края на февруари 1991 г. записва последните си песни „Выше ноги от земли“, „На дороге пятак“, „Про чёртиков“ и „Придёт вода“.
На 9 май 1991 г. изчезва безследно. На 17 май тялото ѝ е намерено в река Иня. Обстоятелствата на смъртта ѝ все още са неясни, като не е окончателно установено дали тя е настъпила в резултат от нещастен случай или самоубийство.

## Дискография
- Не положено – 1988
- Деклассированным элементам (концертен) – 1988
- Продано! – 1989
- Ангедония – 1989
- Домой! – 1989
- Стыд и срам – 1991
- Я оставляю ещё полкоролевства – 1992
- Столетний дождь – 1992